# Иванов (Краснодарский край)
Иванов — хутор в муниципальном образовании город-курорт Анапа Краснодарского края России. Входит в состав Первомайского сельского округа.

## География
Хутор находится в западной части края.

## История
Согласно Закону Краснодарского края от 1 апреля 2004 года № 676-КЗ Иванов вошёл в состав образованного муниципального образования город-курорт Анапа.

## Население
| 2002 | 2010 |
| ---- | ---- |
| 580  | ↘549 |

Национальный состав
Согласно результатам переписи 2002 года, в национальной структуре населения русские составляли 80 % от 580 жителей.

## Инфраструктура
Действует детский сад № 37 «Русалочка», дом культуры
В центре сельского округа — станице Юровка — есть основная школа и отделение Почты России.

## Транспорт
Доступен автомобильный и железнодорожный транспорт.
Остановка «Хутор Иванов» на дороге регионального значения 03А-009.
Ближайшая железнодорожная станция — Юровский, находится в центре сельского округа — станице Юровка.